# Bosman (piwo)
Bosman – marka piwa produkowana przez Bosman Browar Szczecin, należący do grupy piwowarskiej Carlsberg Polska. Jest sztandarową marką szczecińskiego browaru. Reklamie piwa towarzyszyła piosenka „10 w skali Beauforta” Krzysztofa Klenczona.

## Rodzaje piwa

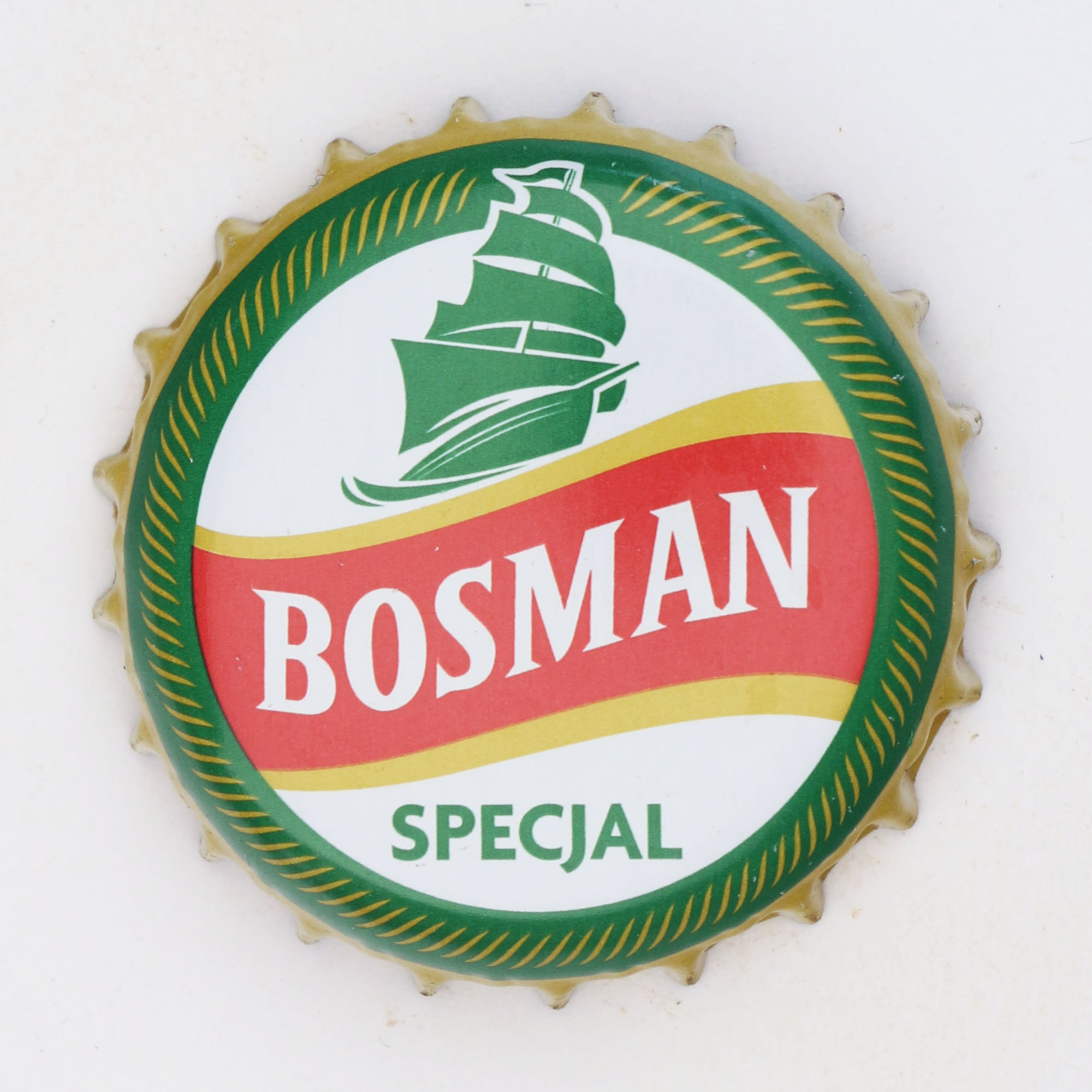
Bosman Specjal

Piwo produkowane jest w dwóch rodzajach:
Bosman Fullpiwo jasne pełne z gatunku lager o zawartości 12,5% ekstraktu oraz 5,7% alkoholu. Piwo jest rozlewane do butelek i puszek 0,5 l, z czerwoną barwą jako wyróżnikiem na etykietach.
Bosman Specjalpiwo jasne mocne z gatunku strong lager o zawartości (obj.) 6,2% alkoholu oraz 14,9% ekstraktu. Piwo jest rozlewane do butelek i puszek 0,5 l, z zieloną barwą jako wyróżnikiem na etykietach. Producent deklaruje, że Specjal ma bardziej intensywny smak z wyczuwalną charakterystyczną goryczką.
W 2005 roku szczeciński browar produkował w okresie jesienno-zimowym piwo Bosman Polarny jako "edycję limitowaną". Było to piwo jasne pełne o zawartości ekstraktu 13,5% oraz 6,0% objętości alkoholu. Producent określał je jako piwo o głębokim i pełnym smaku. Bosman Polarny był promowany jako rozgrzewający trunek na długie zimowe wieczory.
W 2009 roku szczeciński browar produkował w okresie wiosenno-letnim jako "edycję limitowaną" piwo Bosman niepasteryzowany, a w 2013 roku piwo "Bosman Viking". Oprócz tego w wybranych okresach browar produkował Bosmana Full z etykietą w granatowo-bordowych barwach i z herbem klubu Pogoń Szczecin.

## Reklama
W 1998 roku Browar Szczecin rozpoczął kampanię reklamową piwa Bosman Bezalkoholowy. W spotach reklamowych aktorzy najpierw mówili słowo "piwo", a potem przymykali oko dodając "bezalkoholowe". Takie działanie marketingowe miało na celu reklamę wszystkich marek piwa Bosman – także tych alkoholowych, których reklam w telewizji nie można było wówczas emitować.

## Nagrody i wyróżnienia
- 1998: Bosman Full zdobył złoty medal na XI Festiwalu Piw Polskich Politechniki Łódzkiej. Medal widnieje na etykiecie czerwonego Bosmana.

- 2008: Bosman Full otrzymał złoty medal podczas XVI Jesiennego Spotkania Browarników w Krakowie w grupie piwo jasne pełne o zawartości ekstraktu w brzeczce 10 – 12 °Blg[4][5]. W kategorii startowało 15 lagerów sprzedawanych w Polsce[6].

- 2009: Bosman Specjal otrzymał srebrny medal w konkursie Monde Selection[7]